# Plus
Plús (+) je v matematiki znak za seštevanje (1 + 2 = 3) in ga pišemo s presledkoma na obeh straneh. Lahko je tudi predznak pozitivnih števil, ki so večja od nič, npr. +3; običajno ga ne pišemo, če ga, pa med njim in številko ni presledka.
Matematična znaka + in - je prvi uporabil nemški matematik Johannes Widmann (1462–1498).
- O'Connor, John Joseph; Robertson, Edmund Frederick, »Johannes Widman«, Arhiv zgodovine matematike MacTutor (v angleščini), Univerza v St Andrewsu